# Arkadiusz Myrcha
Arkadiusz Myrcha (ur. 1 lutego 1984 w Toruniu) – polski polityk, prawnik i samorządowiec, radca prawny, doktor nauk prawnych, poseł na Sejm VIII, IX i X kadencji (od 2015), sekretarz stanu w Ministerstwie Sprawiedliwości (od 2023).

## Życiorys
Jest absolwentem V Liceum Ogólnokształcącego im. Jana Pawła II w Toruniu. Ukończył studia prawnicze na Wydziale Prawa i Administracji Uniwersytetu Mikołaja Kopernika w Toruniu. W latach 2006–2008 pełnił funkcję przewodniczącego samorządu studenckiego tej uczelni. W 2023 na Uniwersytecie SWPS uzyskał stopień doktora nauk prawnych na podstawie pracy pt. Postępowanie ustawodawcze, której promotorem był Marek Chmaj.
W 2009 podjął pracę w prywatnej kancelarii prawniczej, odbył aplikację radcowską, rozpoczynając następnie praktykę w zawodzie radcy prawnego. Z ramienia wojewody kujawsko-pomorskiego powołany w skład rady społecznej Miejskiej Przychodni Specjalistycznej w Toruniu.
W wyborach w 2010 z ramienia Platformy Obywatelskiej uzyskał mandat radnego Torunia (wcześniej w 2006 bezskutecznie kandydował z listy komitetu Mariana Filara). W 2014 z powodzeniem ubiegał się o reelekcję.
W wyborach parlamentarnych w 2015 wystartował do Sejmu w okręgu toruńskim z pierwszego miejsca na liście wyborczej PO. Uzyskał mandat posła VIII kadencji, otrzymując 13 400 głosów. Został wybrany na przedstawiciela Sejmu w Krajowej Radzie Prokuratury (zlikwidowanej w 2016). W Sejmie VIII kadencji został członkiem Komisji Sprawiedliwości i Praw Człowieka, Komisji Ustawodawczej oraz Komisji Nadzwyczajnej do spraw zmian w kodyfikacjach, pracował też w Komisji Gospodarki i Rozwoju (2015–2016).
W wyborach w 2019 z powodzeniem ubiegał się o poselską reelekcję z ramienia Koalicji Obywatelskiej, otrzymując 32 439 głosów. W Sejmie IX kadencji został wybrany na przewodniczącego Komisji Ustawodawczej.
W wyborach w 2023 po raz kolejny uzyskał mandat poselski (otrzymał 64 452 głosy). Objął następnie funkcję przewodniczącego Komisji Sprawiedliwości i Praw Człowieka. W grudniu tego samego roku został powołany na sekretarza stanu w Ministerstwie Sprawiedliwości. W styczniu 2024 został powołany na członka i przewodniczącego Komisji do spraw reprywatyzacji nieruchomości warszawskich.

## Wyniki w wyborach ogólnopolskich
| Wybory | Komitet wyborczy | Komitet wyborczy      | Organ              | Okręg | Wynik          |
| ------ | ---------------- | --------------------- | ------------------ | ----- | -------------- |
| 2015   |                  | Platforma Obywatelska | Sejm VIII kadencji | nr 5  | 13 400 (3,70%) |
| 2019   |                  | Koalicja Obywatelska  | Sejm IX kadencji   | nr 5  | 32 439 (7,17%) |
| 2023   | Sejm X kadencji  | Koalicja Obywatelska  | 64 452 (11,99%)    | nr 5  |                |

## Życie prywatne
Był zawodnikiem dwóch klubów piłkarskich – Elany Toruń i Włókniarza Toruń, a także członkiem zespołu folklorystycznego „Kądziołeczka”.
W 2018 ożenił się z posłanką Kingą Gajewską, z którą ma troje dzieci: Juliusza (ur. 2019), Liliannę (ur. 2020) oraz Amadeusza (ur. 2021).